# Lema de acoperire a lui Vitali
Lema de acoperire a lui Vitali reprezintă un rezultat aflat la interferența dintre teoria combinatorică și teoria calcului integral și care este utilizată în teoria măsurii și în cea a spațiilor euclidiene.
Este atribuită matematicianului italian Giuseppe Vitali.

## Definiția acoperirii Vitali
Fie {\displaystyle (X,d)} un spațiu metric, {\displaystyle {\mathcal {B}}} tribul borelienelor lui {\displaystyle X} și {\displaystyle \mu :{\mathcal {B}}\to \mathbb {{\bar {R}}_{+}} } o măsură numărabil aditivă cu proprietatea că {\displaystyle \mu (A)<\infty } pentru orice bilă închisă {\displaystyle A\subset X.}
Fie {\displaystyle A\subset X} o mulțime și {\displaystyle {\mathcal {F}}} un sistem de mulțimi închise și mărginite ale lui {\displaystyle X.} 
Se spune că {\displaystyle {\mathcal {F}}} este o acoperire Vitali pentru {\displaystyle A} sau că {\displaystyle A} este acoperită în sensul lui Vitali de {\displaystyle {\mathcal {F}}} dacă fiecare mulțime din {\displaystyle {\mathcal {F}}} are măsură strict pozitivă și, în plus, există un {\displaystyle a>0} și un {\displaystyle b>2} astfel încât pentru orice {\displaystyle x\in A} și orice {\displaystyle \varepsilon >0} se poate găsi {\displaystyle F\in {\mathcal {F}}} cu proprietățile:
- {\displaystyle x\in F;}
- {\displaystyle \mu (F)<\varepsilon ;}
- {\displaystyle \mu (B(F,b\delta (F)))/\mu (F)\leq a,} unde {\displaystyle \delta (F)} este diametrul lui {\displaystyle F} iar {\displaystyle B(F,\delta (F))} bila deschisă de centru {\displaystyle F} și rază {\displaystyle \delta (F)} adică {\displaystyle B(F,\delta (F))=\{x\in X\;|\;d(x,F)<\delta (F)\}.}

## Teorema de acoperire a lui Vitali
Dacă {\displaystyle (X,d)} este un spațiu metric compact și {\displaystyle {\mathcal {F}}} o acoperire Vitali pentru o mulțime {\displaystyle A\subset X,} atunci există o parte finită sau un șir {\displaystyle \{F_{n}\}_{n}} de elemente din {\displaystyle {\mathcal {F}},} mutual disjuncte, astfel încât mulțimea {\displaystyle A\setminus \left(\bigcup _{n}F_{n}\right)} este {\displaystyle \mu -}neglijabilă.
Se consideră acum cazul {\displaystyle X=\mathbb {R} .} 
Fie {\displaystyle \lambda } măsura Lebesgue în {\displaystyle \mathbb {R} } și {\displaystyle A\subset \mathbb {R} } o mulțime mărginită.
Se spune că o familie de intervale {\displaystyle {\mathcal {I}}} nedegenerate și mărginite este o acoperire Vitali pentru {\displaystyle A} dacă pentru orice {\displaystyle x\in A} și orice {\displaystyle \varepsilon >0} există un interval {\displaystyle I\in {\mathcal {I}}} cu {\displaystyle x\in I} și {\displaystyle \lambda (I)<\varepsilon .} 
Teorema de acoperire Vitali susține că dacă {\displaystyle {\mathcal {I}}} este o acoperire Vitali pentru {\displaystyle A\subset \mathbb {R} ,} atunci există o parte finită sau un șir {\displaystyle \{I_{n}\}_{n}} de elemente din {\displaystyle {\mathcal {I}},} mutual disjuncte, astfel încât mulțimea {\displaystyle E\setminus \left(\bigcup _{n}I_{n}\right)} este neglijabilă.